# Ігнатьєв Олексій Павлович
Ігнатьєв Олексій Павлович (рос. Игна́тьев Алексе́й Па́влович, нар. 1842 — †1906, Твер) — київський та іркутський генерал-губернатор, генерал від кавалерії з роду Ігнатьєвих.

## Життєпис
Син Павла Миколайовича Ігнатьєва (голови Комітету Міністрів), брат Миколи Павловича Ігнатьєва, батько Олексія Олексійовича Ігнатьєва. Ігнатьєву належала найбагатша садиба в Ржевському повіті Тверської губернії — Чертоліно.
16 липня 1859 р. почав службу і випущений корнетом із Пажеського корпусу в Лейб-гвардії Гусарський Його Величності полк.
30 серпня 1860 р. отримав звання поручика.
25 грудня 1861 р. отримав звання штабс-ротмістра.
У 1862 р. закінчив Миколаївську академію Генерального штабу Російської імперії.
30 серпня 1863 р. отримав звання ротмістра.
У 1864 р. затверджений на командира ескадрону Його Величності; у 1865 р. призначений флігель-ад'ютантом.
27 березня 1866 р. отримав звання полковника.
У 1868 р. командував Лейб-гвардії Гусарським полком; з 1871 р. — Курляндським полком; у 1873 р. призначений на командувача Кавалергардського полку.
У 1875 р. отримав чин генерал-майора з призначенням в Свиту Його Величності, 1 січня 1878 р. — звання генерал-майора. У 1874—1881 рр. був членом головного комітету з облаштування та освіти російської імператорської армії.
У 1877 р. — отримав титул графа.
З 1881 р. — начальник штабу Гвардійського корпусу.
У 1885 р. призначений на командувача Іркутським військовим округом і генерал-губернатором Східного Сибіру (з 1887 р. — Іркутський генерал-губернатор). За час його урядування досліджено водний шлях по річках Східного Сибіру, зокрема підтримував добудову Об-Єнісейського каналу, виправлено Ілімсько-Ангарський волок. 8 квітня 1885 року брав участь у з'їзді духовних ієрархів та світських сановників в Іркутські, який виробив заходи з русифікації та християнізації сибірських народів. Це співпадало з політикою Ігнатьєва, яку той обрав з самого початку, — повна русифікація місцевих етносів та їх злиття з росіянами. Також сприяв російській колонізації Якутського краю. Придіялв пильну увагу поліпшеню роботи Східно-Сибірського відділу Імператорського географічного товариства. При ньому почалося етнографічне вивчення населення Східного Сибіру, створено комісію, яка досліджувала господарський побут та землекористування в Іркутській та Єнісейській губерніях. Також велику увагу приділяв питанням обмеження політичного заслання до Східного Сибіру.
Від 1886 р. — отримав звання генерал-лейтенанта. Того ж року очолив комісію при міністерстві внутрішніх справ, за проектом якої всі колегіальні органи управління передбачалося об'єднати у вищу у губернії присутнє місце – губернське управління. 1886 року у своїй доповідній доводив необхідність будівництва Сибірської залізниці стратегічними міркуваннями, можливістю швидко доставляти війська для оборони Забайкалля. Наслідком стало рішення 1887 року стосовно спорудження Транссибірської магістралі. У 1887 році разом із приамурським генерал-губернатором Андрієм Корфом представив уряду програму розвитку регіону на найближче десятиліття. Відповідно до цієї програми могла бути забезпечена наступність у політиці стосовно двох регіонів незалежно від особистих підходів місцевих генерал-губернаторів і відомчих інтересів конкретних міністерств. Проте внаслідок дефіциту бюджету програму не було прийнято. Єдиним її результатом стало перейменування 1887 року Східносибірського генерал-губернаторства в Іркутське, скасування Головного управління Східного Сибіру та створення канцелярії іркутського генерал-губернатора, який поряд із традиційними був наділений і широкими дипломатичними повноваженнями. З ініціативи генерал-губернатора 1887 року була споряджена Саянська експедиція, він сприяв експедиції Миколи Ядрінцева до Монголії.
У 1889 р. призначений товаришем Міністра внутрішніх справ Російської імперії, але на дорозі до м. Петербурга отримав нове призначення — генерал-губернатором в Південно-Західний край. Під час його керівництва у Києві було створено Бактеріологічний інститут, міський музей, встановлено пам'ятник Миколі I. Він надавав особливого значення поновленню таких ідеологем, як “искони русский православный край”, “наследие Рюриковичей” та “колыбель православия на Руси”. О. П. Ігнатьєв вирішив перевірити, чи обіймають державні посади в краї особи неросійського походження й зокрема неправославного віросповідання.
Також було вирішено ліквідувати 52 католицькі парафії та костели. Крім того, генерал-губернатор зосередив увагу на асиміляційних заходах, вважаючи школу дійовим засобом депо- лонізації, наполіг на відкритті міністерських училищ, в яких рівень початкової освіти був найвищим і в які католики залюбки посилали своїх дітей на навчання. Асиміляції, на думку О. П. Ігнатьєва, сприяють і змішані шлюби, а тому скасував заборону на їх укладання. Також він розпочав кампанію з обмеження проживання жидів у Києві. 
Створена при генерал-губернаторові 1892 року інспекція під’їзних шосейних шляхів у складі інспектора, помічника й секретаря (проіснувала до 1900 року) затверджувала проекти, перевіряла кошториси, укладала інструкції та правила для будівництва нових і ремонту старих шляхів.  
У 1896 р. призначений бути членом Державної ради Російської імперії, 6 грудня 1898 р. отримав звання генерала від кавалерії. У 1904 р. отримав звання генерал-ад'ютанта.
У 1905 р. призначений бути головою Особливої наради для перегляду встановлених для охорони державного порядку виняткових законоположень і Особливої наради у справах віротерпимості, утворених відповідно до Високо затверджених 10 лютого і 17 квітня 1905 р. положень комітету міністрів (у виконання указу від 12 грудня 1904 року).
На цій посаді, а також в Державній раді, Ігнатьєв виступив противником скликання Державної думи Російської імперії, противником пільг друку і прихильником крайньої поліцейської репресії. Під час міністерства графа Вітте С. Ю. у 1905—1906 роках був одним з його найбільш рішучих противників; був членом гуртка високопосадових осіб, назване як «Зоряна палата» (рос. Звёздная палата) і мав у той час великий вплив на політику уряду. Був членом «Російського зібрання» (рос. Русское собрание).
9 грудня 1906 р. у м. Твері на перерві губернського зібрання близько 17 годин Ігнатьєв був застрелений шістьма пострілами з револьвера есером Ільїнським при обставинах, які змусили сім'ю вбитого припускати співучасть царської охранки, доконане за вказівками з Санкт-Петербургу; адже відношення О. П. Ігнатьєва до Миколи II було вельми скептичним, він навіть схилявся до ідеї державного перевороту та обмірковував, чи можна в цьому розраховувати на підтримку Кінногвардійських полків.

## Родина
Дружина Софія Мещерська (1851—1944), донька князя Сергія Васильовича Мещерського (1828—1856)
Діти:
- Олексій (1877—1954)
- Павло (1878-1930), очільник російської контррозвідки у Франції
- Софія (1880-1935), дружина генерал-майора Миколи Івановича Звегінцова
- Сергій (1888-1955), штаб-ротмістр лейб-гвардії Гусарського полку
- Ольга (1896-1949)

## Нагороди
- 1865 р. — Орден Святого Станіслава 2 ступеня;
- 1868 р. — Орден Святого Володимира 4 ступеня;
- 1870 р. — Орден Святої Анни 2 ступеня;
- 1872 р. — Імператорська корона до Ордену Святої Анни 2 ступеня;
- 1874 р. — Австрійський Орден Леопольда, командорський хрест;
- 1878 р. — Орден Святого Володимира 3 ступеня;
- 1878 р. — Перський Орден Лева і Сонця 2 ступеня;
- 1878 р. — Французький Орден Почесного легіону, командорський хрест;
- 1878 р. — Турецький Орден Меджида;
- 1880 р. — Орден Святого Станіслава 1 ступеня;
- 1883 р. — Орден Святої Анни 1 ступеня;
- 1889 р. — Орден Святого Володимира 2 ступеня;
- 1891 р. — Орден Білого Орла;
- 1891 р. — Італійський Орден Корони Італії 1 ступеня;
- 1891 р. — Ольденбурзький Орден Заслуг герцога Петра-Фрідріха-Людвіга 1 ступеня;
- 1892 р. — Сербський Орден Таковського хреста 1 ступеня;
- 1893 р. — Бухарський орден Золотої Зірки з алмазами;
- 1895 р. — Орден Святого Олександра Невського;
- 1897 р. — Баварський Орден Заслуг Святого Михаїла 1 ступеня;
- 31.12.1902 — Діамантові знаки до Ордену Святого Олександра Невського.